# Melangyna viridiceps
Melangyna viridiceps là một loài ruồi trong họ Ruồi giả ong (Syrphidae). Loài này được Macquart mô tả khoa học đầu tiên năm 1847. Melangyna viridiceps phân bố ở miền Australasia

## Hình ảnh

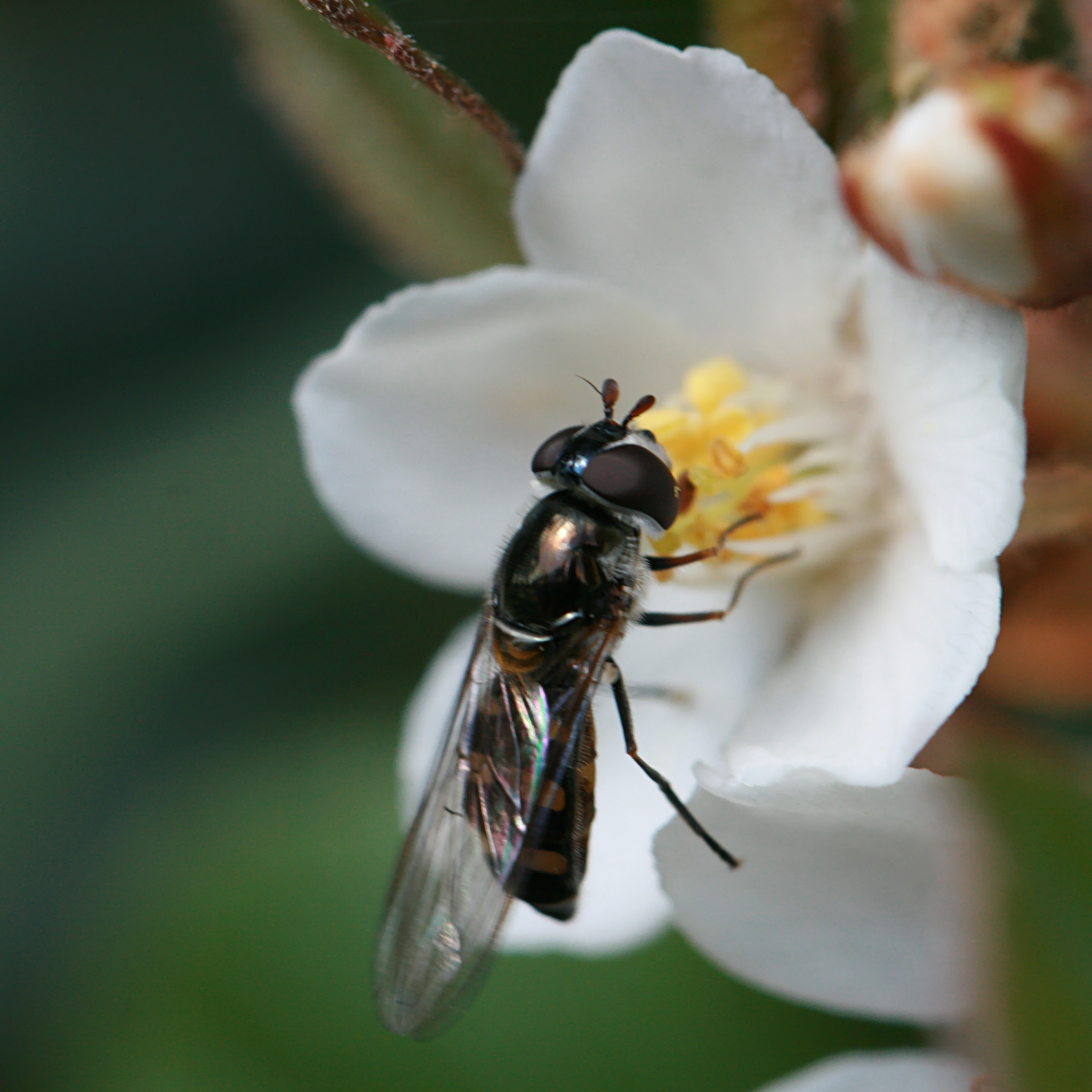
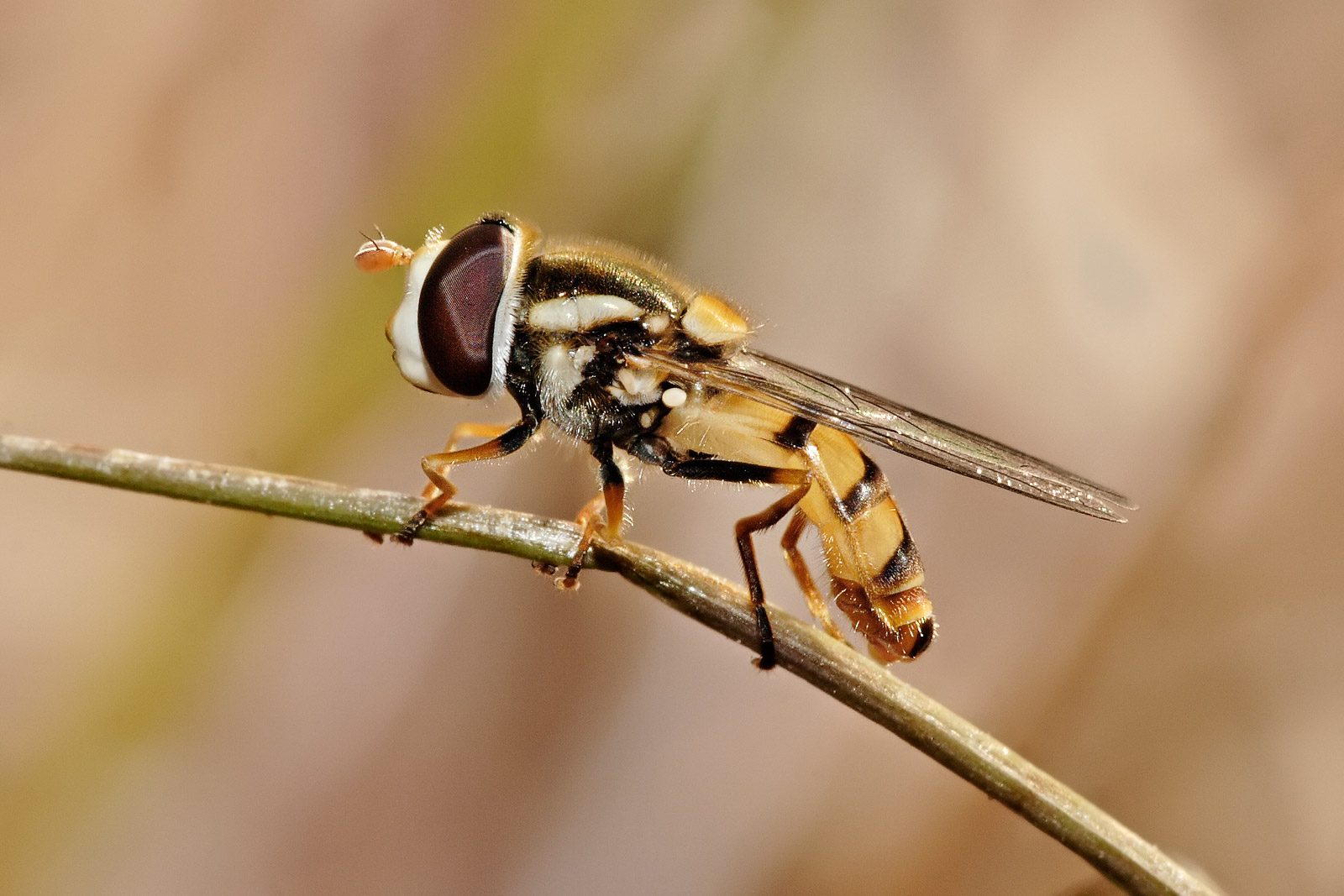